# Krauschwitz
Krauschwitz là một đô thị huyện Görlitz, trong bang tự do Sachsen, nước Đức. Đô thị Krauschwitz có diện tích 106,32 km², dân số thời điểm ngày 31 tháng 12 năm 2006 là 3900 người.